# Łopatino (rejon taruski)
Łopatino (ros. Лопатино) – wieś (sieło) w Rosji, w obwodzie kałuskim, w rejonie taruskim. W 2021 liczyła 908 mieszkańców.